# 吴天栋
吴天栋（？—），男，中华人民共和国政治人物，曾任中共滁州市委书记，中共安徽省委政法委书记，安徽省人大常委会副主任。